# Petenia splendida
Genre
Espèce
Le Péténia (Petenia splendida) est une espèce de poissons d'Amérique centrale de la famille des Cichlidés. C'est le seul représentant de son genre; Petenia
Ce poisson vit dans les lacs et les rivières à faible débit et à fonds sablonneux ou vaseux.
Ils sont carnivores et deviennent agressifs en période de reproduction. Peut atteindre jusqu'à 50 cm de longueur.